# Genting Highlands
Genting Highlands (Maleis: Tanah Tinggi Genting; vereenvoudigd Chinees:云顶高原) is een hoogvlakte, gelegen op het vasteland van Maleisië. Met de auto is het ongeveer een uur rijden vanuit Kuala Lumpur.

## Bekendheid
Genting Highlands staat bekend als het Las Vegas van Maleisië. Het is het enige legale casino in het land en dus een trekpleister voor veel gokkers. Ook zijn er veel luxe hotels in de Genting Highlands. Het gebied werd ontwikkeld door plannen van de Chinese Maleisiër Lim Goh Tong.
Voor sportliefhebbers, en dan voornamelijk wielerliefhebbers, is Genting Highlands een bekende beklimming in de Ronde van Langkawi. Elk jaar functioneert Genting Highlands weer als finish voor een van de ritten in deze meerdaagse wielerwedstrijd die in januari wordt gehouden. De lengte van 30 kilometer en het steiltepercentage zorgen er vaak voor dat de beklimming een belangrijke rol speelt bij de vorming van het eindklassement.